# سیل ۱۳۹۱ کال شور خراسان رضوی
سیل ۱۳۹۱ کال شور خراسان رضوی ،  روز ۱ تیر در پی بارش باران و تگرگ در استان خراسان رضوی جاری شد. این سیل باعث طغیان تمام نهرهای متصل به رودخانه کال شور شد و خساراتی را به بار آوردند.

## تلفات و خسارات
بر اثر سیل در منطقه عطاییه نیشابور آب ۳ نفر را با خود برد که اجساد آنان در روستای شامکان سبزوار پیدا شد. خسارات سیل به ترتیب ۱۱ میلیارد در نیشابور ۱۴ میلیارد در کاشمرو ۷ میلیارد در سبزوار و ۶۰۰ میلیون تومان به بخش جلگه رخ تربت حیدریه برآورد شد.